# Catedral de Siracusa
La catedral de Siracusa (del italiano: Duomo di Siracusa), construida sobre la estructura de un templo de la Grecia clásica, fue reconstruida (1728-1753) tras el terremoto del año 1693 por Andrea Palma con una portada en estilo barroco tardío o rococó.

## Observación

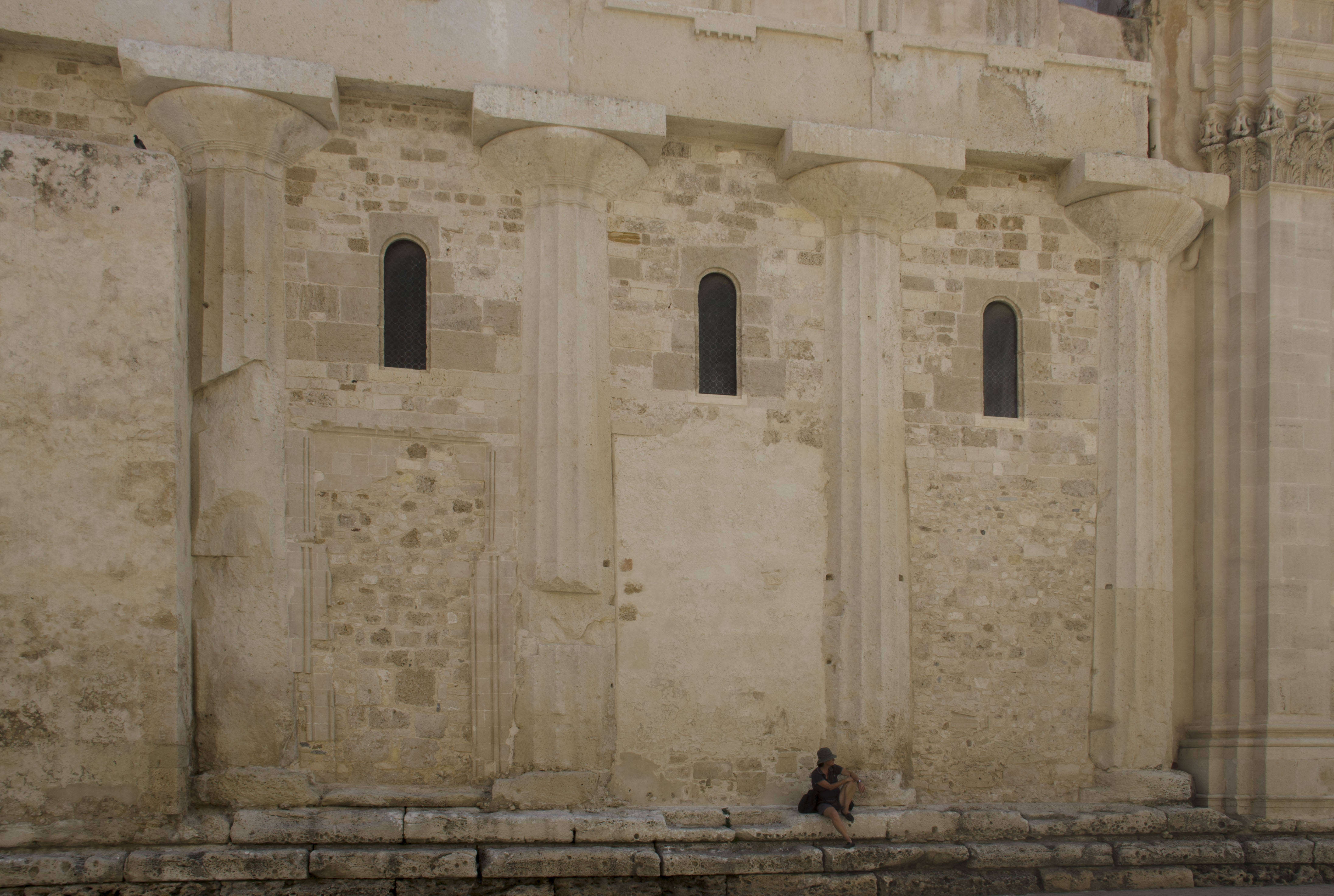
Vista lateral donde se aprecian columnas del templo griego antecedente a la catedral.

- Destaca la presencia de las enormes columnas del templo dórico preexistente que dotan a los alzados laterales de un equilibrio clásico.
- Se aprecian estatuas que decoran la fachada y le dan un toque más armónico y estilístico.
- La presencia de dos volutas curvilíneas de los laterales sirven para dar movimiento a la parte superior de la fachada y unificarla al conjunto.
- El juego de entrantes y salidas de cornisas la dotan de ondulación.
- En la vista lateral se pueden apreciar columnas de estilo dórico que han servido de sujeción a lo que antes era la cella del templo y sobre las cuales ahora hay cornisas (en la parte de la fachada) y otros elementos decorativos propio de barroco.
- Se puede observar tanto en la fachada como en los laterales de la iglesia la presencia de ventanas con cristaleras de colores que permiten que el interior quede bañado de brillantes luces de colores frescos como el blanco, en la ventana más grande de la fachada; el azul en el resto de la fachada y el morado en los laterales.

## Descripción

### La fachada
La fachada, casi en movimiento, fue reconstruida con estilo rococó tras el terremoto del año 1693. Esta reparación fue llevada a cabo por Andrea Palma, el mismo arquitecto que la construyó, ya que cuando el terremoto asoló Sicilia la fachada aún no estaba finalizada.
La fachada está construida esencialmente con mármol y granito, así como piedra caliza para las molduras y grabados y pizarra para las techumbres.
Como la mayoría de las iglesias barrocas sicilianas, la fachada tiene la típica forma convexa e impresionantes escalinatas combinadas con elementos del barroco español, ya que durante esta época Sicilia aún pertenecía a la Corona de España.

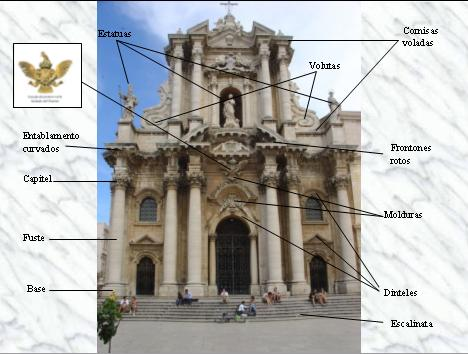
Detalle de la fachada

#### Elementos

##### Parte superior
- Vemos una serie de columnas de capitel corintio que sobresalen de la fachada y encuadran la estatua central de la catedral al conjunto, dotando a la fachada de complejidad. Estas columnas sostienen unas cornisas que a su vez forman parte de un frontón fragmentado que convierte el lado abierto en una especie de arco y deja el espacio de dentro para ser decorado con molduras y relieves.
- Las molduras de las fachadas del barroco y del rococó solían ser formadas por motivos bélicos o con escudos de armas del estado, como veremos adelante con más detalle.
- Las dos volutas curvilíneas de los laterales unen la parte superior al conjunto y dan proporcionalidad y equilibrio al mismo. Este era un recurso más típico del renacimiento que del barroco, ya que en el barroco se busca la complejidad de las formas y en el renacimiento, al tener una mentalidad neoclasicista basada en la razón, se buscaba el equilibrio y la proporcionalidad de las formas.
- El ser curvilíneas dota de movimiento a la parte superior de la catedral y la irregularidad de la espiral de estas dotan a la fachada de originalidad y se hace presente la búsqueda de la “sorpresa” que se propone en el barroco. Se pueden apreciar una especie de plumas que se sitúan justo en cima de las volutas. Estas dan un toque divino y son una muestra de la presencia religiosa en el arte barroco, ya que este servirá para propagar el espíritu de la contrarreforma, como veremos más adelante.

###### Entablamento curvado
El entablamento es el conjunto de molduras dispuestas en modo de estalactita en las cornisas y en el frontón fragmentado. Se pueden apreciar las molduras del entablamento colocadas en forma de pirámide de tres caras. Las caras de las pirámides de este entablamento son de forma convexa, de tal manera que se trata de un entablamento curvado. El entablamento curvado da la sensación de zigzag y pretende inspirar originalidad y transmite complejidad y exuberancia. 
Se puede observar una moldura encima del portón con motivos bélicos (el halcón, símbolo de la táctica militar) y motivos culturales (el escudo del Reino de las Dos Sicilias).

###### Las columnas
El capitel típico de las columnas del rococó es el capitel compuesto. Se trata de una mezcla del capitel corintio y el jónico, como veremos más adelante con más detalle. Esta exuberancia de adornos es muy propia del barroco, y especialmente del rococó.
El fuste de las columnas es normalmente de estilo salomónico. Las columnas salomónicas son aquellas que el fuste tiene forma de espiral, dando sensación de ascensión y complejidad. En el caso de la catedral de Siracusa se han empleado fustes normales con estrechamiento en los extremos.
El orden compuesto no pertenece al grupo de los órdenes arquitectónicos griegos (dórico, jónico y corintio), sino que, con el toscano, es una de las aportaciones romanas a los órdenes clásicos. En proporciones y elementos compositivos es idéntico al orden corintio, con dos salvedades: la basa es más rica en molduras y se asemeja a un capitel dórico invertido, mientras que el capitel es una mezcla o composición (de ahí el nombre del orden) del capitel jónico y del corintio. Del primero toma las volutas de la parte superior y del segundo las hojas de acanto que adornan la parte inferior.

##### Parte inferior
En la parte inferior de la fachada destaca el portón repleto de ornamentaciones. Se puede observar los grandes detalles de los dinteles de las puertas, como se puede admirar en la fotografía de la derecha.
El dintel del portón es una moldura muy compleja donde abundan las curvas y los motivos florales. Este tiene forma de semicírculo y cubre una moldura que representa una corona adornada con alas de ángel y en el centro se halla la Trinacria.
A los lados del portón, dos columnas de capitel compuesto encuadran el portón al conjunto y otras dos columnas idénticas pero proporcionalmente más grandes sostienen el frontón fragmentado que hay a más altura. Todo esto da sensación de profundidad y de relieve. Esta serie de complejidades de espacio de dimensiones y de sensación de profundidad, son casi exclusivas del rococó, puesto que en el barroco no se busca tanta complejidad en una fachada como en este caso.

###### La escalinata
La escalinata es un recurso típico del rococó. Consiste en poner una sucesión de escalones largos de altura baja hasta el portón de la catedral. Estas cualidades de los escalones son para no dar sensación de incomodidad, sino de armonía y calma. En el caso de la catedral de Siracusa, se emplean escalones de piedra caliza y mármol sucesivamente. La forma de estos es una forma curvada o de gota de agua, ya que la curva que describe es semejante a la que describen las pequeñas olas de una onda de agua, como podemos ver en la fotografía de abajo.

###### Las cristaleras
En la fachada se pueden observar unas cristaleras de colores que en el interior de la catedral, hacen bellos juegos de luces y sombras.
Estas son compuestas de pequeños cristales con formas geométricas, donde predominan los triángulos y hexágonos. También son adornadas con dinteles y también están encuadradas al conjunto mediante las columnas de capitel compuesto que tienen a sus lados.

#### Simbología
En la catedral se pueden observar un conjunto de esculturas de una gran expresividad y gestos muy concretos. Todo esto en el conjunto de adornos y dimensiones ya mencionadas anteriormente tienen una simbología religiosa muy concreta.
La estatua de la Virgen María embarazada del Niño Jesús con las manos en el corazón. La Virgen se halla sobre una nube con unos querubines que la acompañan. En la fotografía se puede contemplar la gran calidad de la estatua, esculpida en mármol y la gran expresividad que refleja en su rostro, lleno de amor y ternura.
La estatua de Santa Lucía, patrona de Siracusa, refleja un rostro de compasión y su belleza inspira paz y tranquilidad.
La estatua del Papa Clemente XIII con la Biblia bajo el brazo y con una posición anunciadora, como si se tratase de Moisés anunciando que Dios le ha legado los mandamientos. Se le colocó en esta posición por motivos de la contrarreforma, como veremos más adelante. Destaca por la gran expresividad de su rostro y el magnífico realismo de la túnica que lleva puesta el pontífice.
No solo las estatuas son motivos religiosos, sino que tiene un motivo muy propia de esta época, y es el de propagar el catolicismo como medida de la contrarreforma, ya que por estos tiempos Europa se hallaba envuelta por las ideas de los movimientos protestantes de luteranos y calvinistas. Se pueden observar los pequeños detalles religiosos en las alas de las volutas, en las curvas en forma de plumas de las molduras, en las cornisas voladas, incluso en la misma fachada, ya que al ser convexa y tener relieve da sensación de movimiento y de ascensión.

### Interior
Puesto que en la antigüedad la catedral era el templo de la diosa Atenea, tiene una base rectangular y las características típicas de un templo griego, como se puede observar en el plano de la derecha. En el siglo VII el templo dórico fue transformado en iglesia cristiana con tres naves, cerrando los espacios entre la columnas griegas y extrayendo la nave central de la parte interior del templo (cella).
No está claro cuál es exactamente el estilo del interior de la catedral, aunque podemos decir con seguridad que este sufrió una reforma importante en 1752 por el terremoto que asoló Siracusa. En el interior se puede contemplar una pila bautismal del siglo XIII así como algunos mosaicos normandos y numerosas pinturas y esculturas de gran belleza. En la sacristía se encuentra una sillería de coro de 1489. 
En la primera capilla a la derecha se encuentra la pila bautismal sujeta por bellos leones de bronce. En la segunda a la derecha un palio pequeño recubierto con láminas de plata del siglo XVI y una estatua barroca de Santa Lucía, colocada sobre un sarcófago con bajorrelieves.
La capilla del Santísimo Sacramento se halla a la mitad de la nave derecha y consta desde 1653, con una hermosa verja de hierro fundido es separada de La Capilla del Crucifijo (al fondo de la nave derecha), donde se halla un grandioso altar barroco en el presbiterio y varias esculturas en la nave izquierda entre las que destaca una Virgen de la Nieve y una Santa Lucía de Antonello Gagini del siglo XVI.

### El templo de Atenea

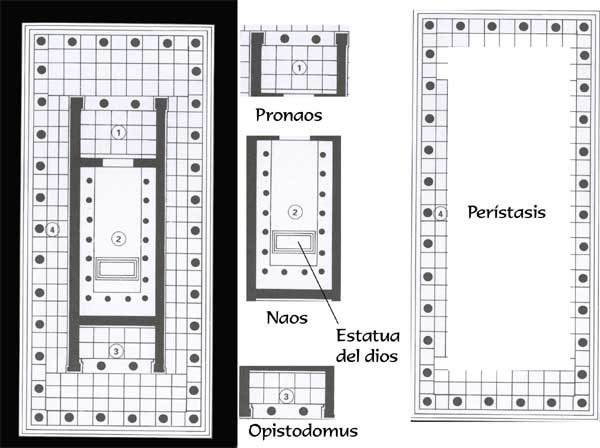
Planta de la catedral cuando aún era el templo de la diosa Atenea.

El templo de Atenea fue construido en el s. V a. C., en la parte más alta de la isla Ortigia, y que en la actualidad corresponde a la catedral de Siracusa. 
Los cristianos tenían orden de destruir cualquier templo pagano o en su defecto reconvertirlo en uno cristiano, así que lo que hicieron fue crear arcos en la cella interior y con esa piedra sobrante cubrieron los espacios entre las columnas exteriores del templo, gracias a esta reconstrucción se conserva la estructura original y la disposición de sus columnas jónicas (6 frontales y 14 laterales). 
La entrada era la contraria a la actual es decir, por la parte que da al altar de la catedral, se sabe que se entraba por una puerta de oro y marfil y que en el frontón había colocado un escudo dorado de Atenea.
Debido a las dominaciones musulmanas se construyó una mezquita y posteriormente los normandos la volvieron a convertir en iglesia cristiana.

## Estilo
Se trata del estilo barroco-rococó. El estilo barroco en la arquitectura es caracterizado por la abundancia de adornos como volutas en los capiteles de las columnas así como las propias columnas salomónicas. 
Es caracterizado también por la presencia del movimiento con la utilización de formas curvas.
La planta del edificio incorpora formas elípticas u óvalos que crean efectos de luz y sombra y se alzan cúpulas impresionantes que se decoran con abundancia de detalles y formas.
- El rechazo de la simplicidad y la búsqueda de lo complejo.
- Búsqueda del movimiento, en la más estática de las artes, la Arquitectura.
- Da importancia a la luz y efectos luminosos. Contraste de claroscuro. Búsqueda de la sorpresa.
- Gusta de representar o sugerir el infinito (un camino que se pierde, una bóveda celeste, un juego de espejos que altere y haga irreconocibles las perspectivas).
- La creación de espacios dinámicos.
- La creación de nuevas tipologías para edificios concretos.
- Gusto por lo dramático, exuberante y teatral.
- Gusto por la escenografía.
- Gran riqueza decorativa en interiores.
- Éxito del orden gigante, con columnas que abarcan 2 o 3 pisos.
- Amor desenfrenado por lo curvilíneo y el triunfo de la columna salomónica.
- Los entablamentos adoptan la curva y los frontones se parten y adoptan curvas, contracurvas y espirales.
- Arcos y frontones mixtilíneos. El arco descansa sobre la columna por el intermedio de un entablamento (esto es el modo romano), o descansa directamente sobre el capitel (modo bizantino). Ambos modos fueron empleados en el Renacimiento.
- Las ventanas son ovales o cuadradas con la parte superior curva.
- Se utilizan grandes cartelas.
- Se adopta un nuevo tipo de planta que ofrece planos oblicuos para dar sensación de movimiento; se utilizan efectos de luz, juegos de perspectiva. Se adopta la elíptica, la forma oval y otras formas Las paredes son cóncavas y convexas, es decir siempre onduladas. Se llega al abandono de líneas rectas y superficies planas.
- Existe una ilusión del espacio interior de la cubierta: un cielo invade el interior del templo con atrevidas perspectivas y sabios escorzos.
- No faltan los campanarios, solos o en pareja, muy decorados.
- No reniega de las formas clásicas (columnas, arcos, frontones, frisos), pero las transforma de manera fantasiosa. A veces el edificio llega a ser como una gran escultura.
- La subordinación del resto de todas las artes al todo arquitectónico.

## Contexto histórico
El siglo XVII fue para España un período de grave crisis política, militar, económica y social que terminó por convertir el Imperio Español en una potencia de segundo rango dentro de Europa. Los llamados Austrias menores -Felipe III, Felipe IV y Carlos II- dejaron el gobierno de la nación en manos de ministros de confianza o validos entre los que destacaron el duque de Lerma y el conde-duque de Olivares.
	En política exterior, el duque de Lerma, valido de Felipe III, adoptó una política pacifista y logró acabar con todos los conflictos heredados del reinado de Felipe II. Por el contrario, el conde-duque de Olivares, valido de Felipe IV, involucró de lleno a España en la guerra de los Treinta Años, en la que España sufrió graves derrotas militares.
	Durante la segunda mitad del siglo, Francia aprovechó la debilidad militar española y ejerció una continua presión expansionista sobre los territorios europeos regidos por Carlos II. Como consecuencia de esta presión, la Corona española perdió buena parte de sus posesiones en Europa, de modo que, a principios del siglo XVIII, el Imperio español en Europa estaba totalmente liquidado.
En política interior, la crisis no fue menos importante. El duque de Lerma procedió a la expulsión de los moriscos (1609), con lo que se arruinaron las tierras de regadío del litoral levantino, y permitió la generalización de la corrupción administrativa. Posteriormente, la política centralista del conde-duque de Olivares provocó numerosas sublevaciones en Cataluña, Portugal, Andalucía, Nápoles y Sicilia. La rebelión catalana fue sofocada el año 1652, mientras que la sublevación portuguesa desembocó en la independencia de ese país (1668).
	España sufrió una grave crisis demográfica, consecuencia de la expulsión de casi 300 000 moriscos y de la mortalidad provocada por las continuas guerras, el hambre y la peste.
	La sociedad española del siglo XVII era una sociedad escindida: la nobleza y el clero conservaron tierras y privilegios, mientras que los campesinos sufrieron en todo su rigor la crisis económica. La miseria en el campo arrastró a muchos campesinos hacia las ciudades, donde esperaban mejorar su calidad de vida; pero en las ciudades se vieron abocados al ejercicio de la mendicidad cuando no directamente a la delincuencia.
	Por otra parte, la jerarquización y el conservadurismo social dificultaban el paso de un estamento a otro y solo algunos burgueses lograron acceder a la nobleza. La única posibilidad que se ofrecía al estado llano para obtener los beneficios que la sociedad estamental concedía a los estamentos privilegiados era pasar a engrosar las filas del clero. Este hecho, unido al clima de fervor religioso, trajo como consecuencia que durante el siglo XVII se duplicara el número de eclesiásticos en España.